# (10481) Esipov
(10481) Esipov – planetoida z pasa głównego asteroid okrążająca Słońce w ciągu 3 lat i 219 dni w średniej odległości 2,35 j.a. Została odkryta 23 sierpnia 1982 roku. Przed nadaniem nazwy planetoida nosiła oznaczenia tymczasowe (10481) 1982 QK3.